# Municipio de Gardners
El municipio de Gardners (en inglés: Gardners Township) es un municipio ubicado en el  condado de Wilson en el estado estadounidense de Carolina del Norte. En el año 2010 tenía una población de 3.870 habitantes.

## Geografía
El municipio de Gardners se encuentra ubicado en las coordenadas 35°45′12.12″N 77°46′42.64″O / 35.7533667, -77.7785111.